# Fosso Rinonico
Il Fosso Rinonico (oppure con il nome di Fosso arnonico) era un vasto sistema difensivo approntato a più riprese dalla Repubblica di Pisa per difendersi da eventuali attacchi provenienti dall'interno della Toscana.
Sull'esatta collocazione del fosso, andato distrutto dopo l'annessione di Pisa alla Repubblica di Firenze e quindi al Granducato di Toscana, gli storici ancora si interrogano.
Sicuramente attraversava Fornacette e si dirigeva verso sud, probabilmente girando poi verso ovest prima della località di Lavaiano di Lari, forse nei pressi di Gello di Lavaiano. 
Lungo il fosso la città di Pisa aveva costruito varie fortificazioni, palizzate, terrapieni, aree di esondazione da riempire in caso di bisogno con le acque dell'Arno, fiume che scorre nei pressi di Fornacette.
Nei pressi del fosso Rinonico fu combattuta il 28 luglio 1364 la Battaglia di Cascina, resa celebre come soggetto di una committenza ricevuta da Michelangelo per la decorazione di Palazzo Vecchio a Firenze.
Alla località di Rinonico è legata la figura di Bartolomeo da Rinonico.